# Guerra spaziale (film)
Guerra spaziale (惑星大戦争?, Wakusei daisensō, lett. "La grande guerra dei pianeti") è un film del 1977 diretto da Jun Fukuda.
Film di fantascienza giapponese, prodotto e distribuito dalla Toho Studios, sceneggiato da Shuichi Nagahara e Ryuzo Nakanishi. La produzione di Guerra spaziale è stata stimolata dal successo internazionale di Guerre stellari. Tra gli interpreti principali Kensaku Morita, Yuko Asano, Masaya Oki, Ryō Ikebe, Hiroshi Miyauchi e William Ross.

## Trama
La Terra viene attaccata da una navicella aliena proveniente da Venere. Ma uno scienziato giapponese ha costruito un veicolo spaziale, il Gohten, con il quale può salvare l'umanità.